# Kamen Rider × Kamen Rider W & Decade: Movie War 2010
Kamen Rider × Kamen Rider W & Decade: Movie War 2010 (仮面ライダー×仮面ライダーW（ダブル）&ディケイド MOVIE大戦2010 Kamen Raidā × Kamen Raidā: Daburu ando Dikeido Mūbī Taisen Nisenjū) là bộ phim bắt chéo giữa hai loạt phim Kamen Rider Series của hãng Toei Companhy. Phim được công chiếu vào ngày 12 tháng 12 năm 2009. Đạo diễn phim là Ryuta Tasaki, phim cũng bao gồm 2 biên kịch chính là Shoji Yonemura và Riku Sanjo. Mặt khác, phim cũng coi như là kết thúc của loạt phim Kamen Rider Decade và mở đầu của loạt phim Kamen Rider Double

## Tóm tắt
Lưu ý: Phần sau đây có thể cho bạn biết trước nội dung của tác phẩm
Kadoya Tsukasa (Kamen Rider Decade), bây giờ đã là kẻ hủy diệt thế giới, bắt đầu sứ mệnh tiêu diệt các Rider. Yuusuke, Natsumi và Kaito sẽ làm gì để ngăn chặn hắn? Tổ chức Dai-Shocker - tổ chức tội ác có âm mưu thống trị các thế giới - đang chuẩn bị hồi sinh. Các Rider sẽ làm gì trước âm mưu của chúng khi mà từng người trong nhóm lần lượt bị tiêu diệt.
Trong một đêm Giáng Sinh, thám tử trẻ Hidari Shoutarou nhận lời mời từ một cô ca sĩ nổi tiếng về vụ chị gái của cô ấy - vốn đã chết một năm trước - đột nhiên quay lại và luôn xuất hiện một cách bí ẩn. Dần dần, họ tìm thấy được những manh mối của vụ án, đồng thời gặp lại vị thầy đã chết của Shoutarou - Kamen Rider Skull. Với sự can thiệp của dòng họ Sonozaki, liệu Shoutarou và Phillip có thể phá được vụ án này?
Cuối cùng thì trận chiến lớn nhất năm 2010 cũng nổ ra, ai sẽ chiến thắng?

## Cốt truyện
Lưu ý: Phần sau đây có thể cho bạn biết trước nội dung của tác phẩm
Phim được chia thành 3 phần riêng biệt. Phần thứ nhất - Decade: The Last Story - được viết bởi Shoji Yonemura, kể về quá trình của Decade khi trở thành một kẻ hủy diệt và cái chết của anh. Phần này được người hâm mộ coi như là "cái kết chân thật" (true ending) về loạt phim này
Phần thứ hai - Double: Begins Night - được viết bởi Riko Sanjo, kể lại việc thám tử trẻ Hidari Shotarou nhận lời một vụ án bí ẩn của một ca sĩ nổi tiếng. Đây được coi như là phần mở đầu cho loạt phim Kamen Rider Double. Phần này cũng có một tên gọi khác là "Episode Zero"
Phần thứ ba - Movie War 2010 - được viết bởi Shoji Yonemura. Lần này, các Rider đã gặp nhau và cùng hợp sức ngăn chặn sự phá hủy của tổ chức Dai-Shocker. Trận chiến lớn nhất năm 2010 bắt đầu, liệu họ có thể chiến thắng?

### Decade: The Last Story
Chấp nhận sự thật bản thân là kẻ hủy diệt thế giới, Kadoya Tsukasa - Kamen Rider Decade, bắt đầu công việc tiêu diệt tất cả Rider. Từng Rider một bị hạ gục từ ngày này qua ngày khác.
Phần này bắt đầu bằng cảnh Kamen Rider Skyrider đang bay trên bầu trời tìm kiếm tung tích của Decade. Kabuto và Super-1 (đang tìm kiếm dưới đất) cũng cảnh báo Skyrider. Đột nhiên, hàng loạt tấm thẻ màu vàng đang truy đuổi Skyrider. Không ai khác chính là Decade, hắn đang tìm kiếm và hủy diệt những Rider còn sống. Decade thu thập thẻ Kamen Ride Card của Skyrider (lúc này đã bị giết) và đối mặt với Kabuto và Super-1. Với ba card Clock Up, Invisible và Dimension Kick, Decade nhanh chóng tiêu diệt được Super-1 và đá gãy sừng trên mũ của Kabuto.
Hikari Natsumi, lúc đó đang nhìn chằm chằm vào tấm ảnh "9 thế giới" ở nhà, tay cầm chiếc máy ảnh của Decade. Kaito Daiki tới thăm và bảo Natsumi nên đốt những tấm ảnh của Tsukasa (khi đó đang mờ dần vì các Rider đang bị hủy diệt). Natsumi lưỡng lự vì đó là những kỷ niệm khi Tsukasa còn là một thành viên trong gia đình Hikari. Nhưng cô đành phải đồng ý.
Decade lúc này đang lái xe đến một ngôi nhà đang xây dở và gặp các Riotrooper cùng với Yuusuke. Hai bên đánh nhau loạn xạ. Biết tình thế nguy cấp, Yuusuke triệu hồi Kamen Rider J Jumbo Form. Nhưng Decade nhanh chóng đánh bại J và thu hồi tấm Kamen Ride J. Natsumi và Kaito đang đốt những tấm ảnh thấy điều đó cũng nhanh chân chạy đến.
Tsukasa gặp được một cô gái tự xưng là Misaki Yuriko, họ đột nhiên gặp tàn dư của Riotrooper. Misaki biến thành Electro-Wave Human Tackle và tiêu diệt đám đó. Misaki đi theo Tsukasa vì cô biết anh sẽ bảo vệ cô. Tuy nhiên, Tsukasa để ngoài tai câu nói đó.
Hai người gặp Natsumi, Yuusuke và Kaito khi họ đang hỏi Yuusuke về Tsukasa. Natsumi gặng hỏi Tsukasa vài câu nhưng anh trả lời lạnh lùng rằng mình sẽ hủy diệt những ai cản trở anh. Khi Natsumi nhắc về máy ảnh của Tsukasa, anh lập tức giật lấy và ném nó đi (trước khi đó Natsumi đã kịp chụp Tsukasa một tấm). Natsumi hụt hẫng đi về nhà và gặp Kivala. Kivala nói với cô rằng chỉ có duy nhất mình cô mới đủ sức mạnh để tiêu diệt Decade.
Ông ngoại của Natsumi, Eijiro, trong lúc tìm một cửa hàng ăn ven đường liền vào một xe đẩy Udon. Chủ quán phục vụ ông món Mực và Bia và tiết lộ thân phận thật sự là Narutaki. Đột nhiên, Eijiro ôm đầu quằn quại và biến thành một con người khác, tự gọi mình là Super Doctor Shinigami và Narutaki biến thánh Đại tá Zol. Cả hai quay về căn cứ Dai-Shocker với ý định hồi sinh đồng bọn chuẩn bị cho cuộc chinh phục các thế giới. Chúng rất tự tin vì Decade đang hủy diệt các Kamen Rider và không ai có thể ngăn cản chúng.
Kaito gặp Tsukasa và Misaki. Ở đó, Kaito nói cho cả hai biết rằng Misaki đã chết khi đánh với Bee Woman một năm trước. Misaki bịt tai lại không nghe lời Kaito và vẫn cho mình là còn sống. Đột nhiên, Ryuki và Blade xuất hiện tấn công Decade. Kaito nhanh chóng chạy trốn mang theo cả Misaki. Tsukasa biến hình thành Decade và tiêu diệt Ryuki và Blade. Yuusuke xuất hiện và biến hình thành Kamen Rider Kuuga Ultimate Form và đánh với Tsukasa. Anh biến thành Ultimate Kuuga Gouram và cùng Tsukasa lao thẳng vào một nhà máy. Tuy nhiên, Tsukasa không chết.
Rơi xuống một khu gần đó và nhặt được tấm Kamen Ride Kuuga, Decade đối diện với Natsumi. Natsumi nói rằng cô sẽ chấm dứt việc làm tàn ác của Tsukasa và biến hình thành Kamen Rider Kivala. Kivala đâm một nhát vào thắt lưng của Decade, trước khi chết, Tsukasa đưa lại bộ Card của các Rider mà anh ta tiêu diệt cho Natsumi và chết.
Natsumi và Kaito đi gặp Kurenai Wataru và hỏi về chuyện các Rider. Wataru nói rằng các Rider đã hồi sinh do Decade đã chết. Khi hỏi về Tsukasa thì nhận được câu trả lời từ phía Wataru: "Không có câu chuyện nào về Decade cả". Wataru biến mất, Natsumi và Kaito đi về. Natsumi hoang mang, chợt cô nhớ lại Tsukasa chưa bao giờ chụp chính bản thân mình nhưng cô đã kịp chụp một tấm có mặt của anh. Đột nhiên bè lũ Dai-Shocker xuất hiện. Kaito và Yuusuke ở lại chống lại chúng. Natsumi kiếm máy ảnh của Decade trong bụi cây và nhanh chóng rửa bức ảnh cuối cùng.
Cả ba cùng nắm tấm ảnh đó và hướng về phía mặt trời, tấm ảnh dần dần trở nên rõ ràng và đột nhiên hàng loạt tấm ảnh xếp thành một đường thẳng trước mắt cả ba. Một bóng người đang từ từ tiến về phía họ, cơ thể người đó dần dần rõ ràng khi xuyên qua từng tấm ảnh. Và một cơ thể hoàn thiện sau khi bước qua bức ảnh cuối cùng, Tsukasa đã hồi sinh.
Cả bốn người tiến thằng đối diện với Đại tá Zol và bè lũ của hắn. Ở đó, Tsukasa đã nói rằng: "Từ đây, câu chuyện của Decade sẽ được bắt đầu". Cả bốn người biến hình và chiến đấu với bè lũ Zol. Tám Heisei Rider cũng xuất hiện và hỗ trợ họ. Đột nhiên, Zol triệu hồi Doras. Sức mạnh của Doras áp đảo các Rider dữ dội. Decade rút K-touch và biến thành Kamen Rider Decade Complete Form đồng thời cũng làm 9 Heisei Rider biến hình thành Final Form của mình (gồm Kuuga Ultimate, Agito Shining, Ryuki Survive, Faiz Blaster, Blade King, Hibiki Armed, Kabuto Hyper, Den-O Super Climax và Kiva Emperor). Tất cả Rider đều tung ra đòn finish của mình và tiêu diệt Doras. Đột nhiên, Neo Organism xuất hiện.

### Double: Begins Night
Phần này bắt đầu bằng kỳ nghỉ lễ Giáng Sinh trong Văn phòng Thám Tử Narumi. Shotarou đang hồi tưởng lại đêm Giáng Sinh của mình (lúc đó còn là một học viên) với người thầy là Narumi Sokichi. Shotarou nhanh chóng bị lôi ra khỏi giấc mộng bởi Akiko, lúc dó đang gặp rắc rối trong việc trang trí cây thông Noel. Bọn họ đùa giỡn với nhau và đột nhiên, một khách hàng xuất hiện. Cô ta xưng danh là Ngôi sao nhạc pop  Asami Mutsuki. Cô nói rằng trong lúc ký tặng cho người hâm mộ, cô đột nhiên bắt gặp bóng dáng người chị gái đã chết của mình trên cầu thang của một tòa nhà. Shotarou cảm thấy điều bí ẩn trong vụ án này và nhận lời điều tra.
Sau một hồi điều tra nhưng không thành, Shotarou và Akiko cùng Mutsuki đến thăm mộ chị gái Asami - Erika Mutsuki. Ở đó, họ nói chuyện với người gác cổng nghĩa trang - cha xứ Roberto Shijima. Ông liên tục nhắc đến vấn đề phục sinh người chết làm Shotarou và Akiko có ác cảm với ông và tưởng ông có vấn đề về thần kinh. Shotarou và Akiko tiếp tục điều tra nhưng lại nhận cuộc gọi của Mutsuki nói rằng hãy hủy bỏ vụ án vì cô đã tìm được chị của mình. Đồng thời, Phillip cũng nói cho Shotarou biết kẻ gây ra vụ này là Death Dopant. Shotarou và Akiko nhanh chóng tìm kiếm Asami - lúc này đang đối diện với chị mình. Asami thẫn thờ khi gặp bóng dáng của người chị đã chết trước mặt, khuôn mặt không còn chút sức sống tỏa ra một sát khí lạnh như băng. Shotarou lao ra che chở cho Asami và nhờ Akiko mang cô đi trốn. Shotarou biến hình thành Kamen Rider Double và chiến đấu với bóng ma Erika. Đột nhiên, Double phát hiện ra người thầy của mình, Narumi Sokichi - Kamen Rider Skull. Ông biến hình và tấn công Double. Mặc dù được Phillip khuyên rằng đó không phải là Sokichi nhưng Shotarou vẫn không dám xuống tay với người thầy của mình và Double nhanh chóng bị đánh bại. Trước khi biến mất, Sokichi nói với Shotarou rằng anh còn non lắm để làm một thám tử thực thụ. Sốc trước câu nói của người thầy, Shotarou quyết định bỏ nghề thám tử mặc cho Akiko có năn nỉ như thế nào đi nữa
Ngày hôm sau, Shotarou và Phillip đến thăm nơi mà Shokichi đã ra đi. Phillip dùng HardSplasher và nói Shotarou rằng vụ này có thể giải quyết và sẽ hiểu được nguyên nhân nào mà Sokichi sống dậy. Điều kiện là họ phải nhớ toàn bộ những gì đã xảy ra vào cái đêm đó: Begins Night.
Một năm trước,